# A Dog on Business
A Dog on Business è un cortometraggio muto del 1910 diretto da Gilbert M. 'Broncho Billy' Anderson.

## Produzione
Fu prodotto dall'Essanay Film Manufacturing Company, compagnia che aveva la sua sede a Chicago, dove venne girato il film.

## Distribuzione
Distribuito dalla General Film Company, il film - un cortometraggio di 285 metri - uscì nelle sale cinematografiche USA il 7 settembre 1910.